# Amastridium
Amastridium – rodzaj węży z podrodziny ślimaczarzy (Dipsadinae) w obrębie rodziny połozowatych (Colubridae).

## Rozmieszczenie geograficzne
Rodzaj obejmuje gatunki występujące w Meksyku, Ameryce Centralnej (Belize, Gwatemala, Honduras, Nikaragua, Kostaryka, Panama) i Kolumbii. 

## Systematyka
Rodzaj zdefiniował w 1861 roku amerykański paleontolog i zoolog Edward Drinker Cope w artykule zatytułowanym Opisy gadów z tropikalnej Ameryki i Azji, opublikowanym w czasopiśmie „Proceedings of the Academy of Natural Sciences of Philadelphia”. Gatunkiem typowym jest (oznaczenie monotypowe) A. veliferum.

### Etymologia
- Amastridium: nazwa Amastridium wydaje się utworzona od gr. μαστηρ mastēr, μαστηρος  mastēros ‘poszukiwacz’ i gr. przyrostka zdrobniającego -ιδιον -idion. Litera α a na początku nazwy jest najprawdopodobniej eufoniczna, wpływająca na wymowę, ale nie na znaczenie. W takim ujęciu nazwę można by było przetłumaczyć jako ‘mały poszukiwacz’, w oczywistym odniesieniu do wielkości węża i jego nawyków żerowania. Możliwe jest jednak, że Cope użył α- a- jako intensywnego przedrostka (w znaczeniu ‘bardzo’), wtedy nazwę można tłumaczyć jako ‘bardzo mały poszukiwacz’[7].
- Fleischmannia: Carl Fleischmann, kolekcjoner z Ameryki Południowej[2]. Gatunek typowy (oznaczenie monotypowe): Fleischmannia obscura Boettger, 1898 (= Amastridium veliferum Cope, 1861).
- Mimometopon: gr. μιμος mimos ‘naśladowca, imitator’[8]; μετωπον metōpon ‘czoło’, od μετα meta ‘pomiędzy’; ωψ ōps, ωπος ōpos ‘oczy’[9]. Gatunek typowy (oznaczenie monotypowe): Mimometopon sapperi Werner, 1303.
- Phrydops: gr. φρυνη phrunē, φρυνης phrunēs ‘ropucha’[10]; ωψ ōps, ωπος ōpos ‘wygląd, oblicze’[11]. Gatunek typowy (oznaczenie monotypowe): Phrydops melas Boulenger, 1905 (= Amastridium veliferum Cope, 1861).

### Podział systematyczny
Do rodzaju należą następujące gatunki:
- Amastridium sapperi (F. Werner, 1903)
- Amastridium veliferum Cope, 1861